# Кучумов, Серафим Константинович
Серафим Константинович Кучумов (1910 — 18 июля 1938) — советский стратонавт.

## Биография
Окончил Военно-воздушную академию им. Н. Е. Жуковского. Работал на коллективной радиостанции Московского института инженеров связи. Принимал участие в создании радиостанций для самолётов.
Погиб 18 июля 1938 года при полёте на стратостате ВВА-1. Стратостат взлетел в Звенигороде. Экипаж составляли Яков Григорьевич Украинский, Серафим Константинович Кучумов, Пётр Михайлович Батенко, Давид Евсеевич Столбун. Серафим Константинович Кучумов в звании старшего лейтенанта был вторым пилотом стратостата. Он отвечал за радиосвязь.
На большой высоте отказало кислородное оборудование, а индивидуальное кислородное оборудование не справилось с поддержанием жизнеобеспечения. Экипаж стратостата погиб от удушья. Стратостат приземлился в Сталино (теперь Донецк). Он попал на линию электропередачи. Шар стратостата взорвался, так как он был заполнен водородом. Экипаж стратостата был похоронен в Сталино. В 1953 год у на их могиле был установлен памятник стратонавтам.
Именем Кучумова названа улица в Донецке.